# Lijst van asana's
Dit lijst geeft een overzicht van de meest beoefende asana's in hatha-yoga en ashtanga vinyasa yoga (poweryoga).

## Achtergrond
De verschillende yogastijlen zijn duizenden jaren oud en overgeleverd via geschriften in het Sanskriet, in sommige gevallen geschreven op boombladeren. Hierdoor bestaan er soms verschillende namen voor dezelfde houding en, in het geval van de Held/Krijger driemaal dezelfde naam (I, II en III voor een verschillende houding), evenals voor de Marichi.
De bekendste serie houdingen die achter elkaar worden uitgevoerd, is de Zonnegroet. Deze is bedoeld om beoefend te worden aan het begin van de dag. Een langzamere versie voor het slapen gaan is de Maangroet. Kenmerkend bij ashtanga vinyasa yoga is de gerichtheid op vloeiende (vinyasa) bewegingen van meerdere houdingen achter elkaar.